# Pedro de Izarra
Pedro de Izarra (n. Imperio Español, ca. 1550 – f. gobernación del Río de la Plata, Virreinato del Perú, ca. 1622) fue uno de los 63 primeros vecinos pobladores que acompañó a Juan de Garay en la expedición que partió de Asunción del Paraguay y que culminó en la segunda fundación de la ciudad de Buenos Aires en el año 1580.

## Biografía hasta ser empresario agroindustrial

### Origen familiar y primeros años
No está claramente establecido el lugar de nacimiento de Pedro de Izarra y Astor. Algunos autores lo hacen hidalgo y nacido en España alrededor de 1547, llegado a América en la expedición de Juan Ortiz de Zárate, y uno de los apenas diez peninsulares que acompañaron a don Juan de Garay en la expedición fundadora de la Ciudad de la Trinidad (hoy ciudad de Buenos Aires), junto a cincuenta y cinco criollos —los llamados mancebos de la tierra— y doscientos indios guaraníes.
En cambio, otros lo hacen mestizo, nacido en Asunción en 1555, pagando de su propio peculio la jornada de 1580.
Fue vecino y como primer poblador recibió mercedes de tierras y encomienda de indios. 
Le correspondió la manzana comprendida por las actuales calles Piedras, Tacuarí, Moreno y Belgrano, como solar en el ejido.

### Empresario agroindustrial
Además del solar dentro del ejido urbano le correspondió también una suerte de estancia en el «Pago de la Magdalena», llamados primeramente valle de Santa Ana, al sur del Riachuelo de los Navíos, o río Matanzas, entre la suerte que correspondió a Alonso Gómez del Mármol, al norte, y la que correspondió al catalán Antón Roberto, al sur.
Izarra fue un activo y entusiasta emprendedor, y convirtió su estancia en una eficiente explotación agrícola y ganadera e industrial, que prontamente produjo saldos exportables. Es así que figura entre los primeros vecinos a quienes se les concedió permiso para exportar su producción de harina y de cecina.
Su vecino Antón Roberto formó la estancia "del Corbatón", la que constituyó un núcleo de población en la zona, pero en julio de 1602, quizás en ocasión de trasladarse a Corrientes, donde un Roberto, quizás su hijo, figura como primer poblador, vende esta suerte de estancia a su lindero, Izarra, quien la anexó a la suya aumentando así su producción.

## Alcalde de primer voto de Buenos Aires
Fue cabildante, elegido como alcalde de primer voto 1590 y como regidor en 1601. Luego nuevamente alcalde de primer voto en 1605 y 1616.
El 2 de agosto de 1619 el gobernador Diego de Góngora le impuso prisión por inexistentes deudas a la Real Caja, en el marco del conflicto que enfrentó a los “beneméritos”, partidarios de Hernandarias, y los contrabandistas, llamados los “confederados”.
Pedro de Izarra, que pertenecía a la parcialidad de los beneméritos, vio reivindicado su nombre cuando en 1622 fue nuevamente elegido alcalde de primer voto en el Cabildo de Buenos Aires.
Fallecería poco tiempo después.

## Matrimonios y descendencia
Pedro Izarra se había unido dos veces en matrimonio en la ciudad de Buenos Aires:
- 1) - En primeras nupcias con Úrsula Gómez y Luyz, quien también fue primera pobladora de la ciudad, si bien llegó a ella menor de edad y acompañando a sus padres Miguel Gómez de la Puerta y Saravia y su esposa Beatriz Luys de Figueroa, quienes fueran criollos asunceños. De este enlace no tuvo descendientes.
- 2) - En segundas nupcias con Polonia Astor (n. ca. 1583 - Buenos Aires, 1664) con quien tuvo al menos dos hijos:

- Polonia de Izarra Astor (n. ca. 1603) —o bien Polonia de Astor Izarra— que heredó todos sus bienes, y entre ellos, sus estancias en el «Pago de Magdalena» y se unió en matrimonio con el general Gaspar de Gaete Cervantes y Jiménez de Gudelo (n. España, 1582 - Buenos Aires, 25 de marzo de 1647), quien mandó construir un puerto en aquellas estancias heredadas por su esposa sobre el arroyo Colares y que posteriormente se conocería como «Puerto de Don Gaspar» o «Puerto Colares». Fruto del enlace entre ambos nació al menos María de Gaete Izarra (n. e/ enero y el 10 de febrero de 1622) a quien dotaron el 7 de septiembre de 1649 para casarse en 1650 con el general hispano-castellano Alonso Pastor Ramírez (n. Carrión de los Condes, ca. 1625) —un hijo de Alonso Magdaleno Pastor (n. ca. 1595) y de Catalina Ramírez (n. ca. 1605)— y fueron padres de por lo menos un hijo, el futuro capitán Alonso Pastor de Gaete (n. ca. 1665 - f. después de 1758), que también sería un licenciado en leyes y abuelo materno de María Gregoria González Pastor casada con el rico comerciante sardo-piamontés Juan Antonio Panelo, teniente de gobernador general de Filipinas desde 1762 hasta 1764, durante la ocupación británica de Manila.

- Juan de Izarra y Astor (n. ca. 1608) que se casó con Isabel Gómez Centurión (n. ca. 1618) y tuvieron los siguientes hijos: el primogénito Juan Gómez de Izarra Centurión "el Mozo" (n. Buenos Aires, 21 de diciembre de 1638) que matrimoniado con María Flores de Poveda tuvieron a María Flores de Izarra quien sería la bisabuela del escribano Juan José Romualdo Rocha, el segundogénito Domingo Gómez de Izarra (n. Buenos Aires, 1639), Juana de Izarra y Astor (n. 1644), Úrsula Gómez de Izarra (n. Buenos Aires, 15 de abril de 1647) y Melchor Izarra y Centurión (n. Buenos Aires, 1.º de febrero de 1649).